# 放屁羅蘭
放屁羅蘭（英語：Roland le Fartere，生卒年不詳)是活躍於12世紀英格蘭的放屁師。有關他的事蹟記載於13世紀皇室清單《帳費之書》中。
做為亨利二世衷愛的弄臣，放屁羅蘭被賜名「喬治」，並受封沙福郡海明斯頓30英畝的土地。